# Pakistan International Airlines
Пакистанские Международные авиалинии (сокращённо: ПМАЛ) (Урду: پی آئی اے или پاکستان انٹرنیشنل ایرلاینز) — национальный авиаперевозчик Пакистана.
Головной офис компании расположен в аэропорту Джинна. Она выполняет регулярные рейсы по 24 внутренним и 38 международным направлениям в 27 стран.

## Флот

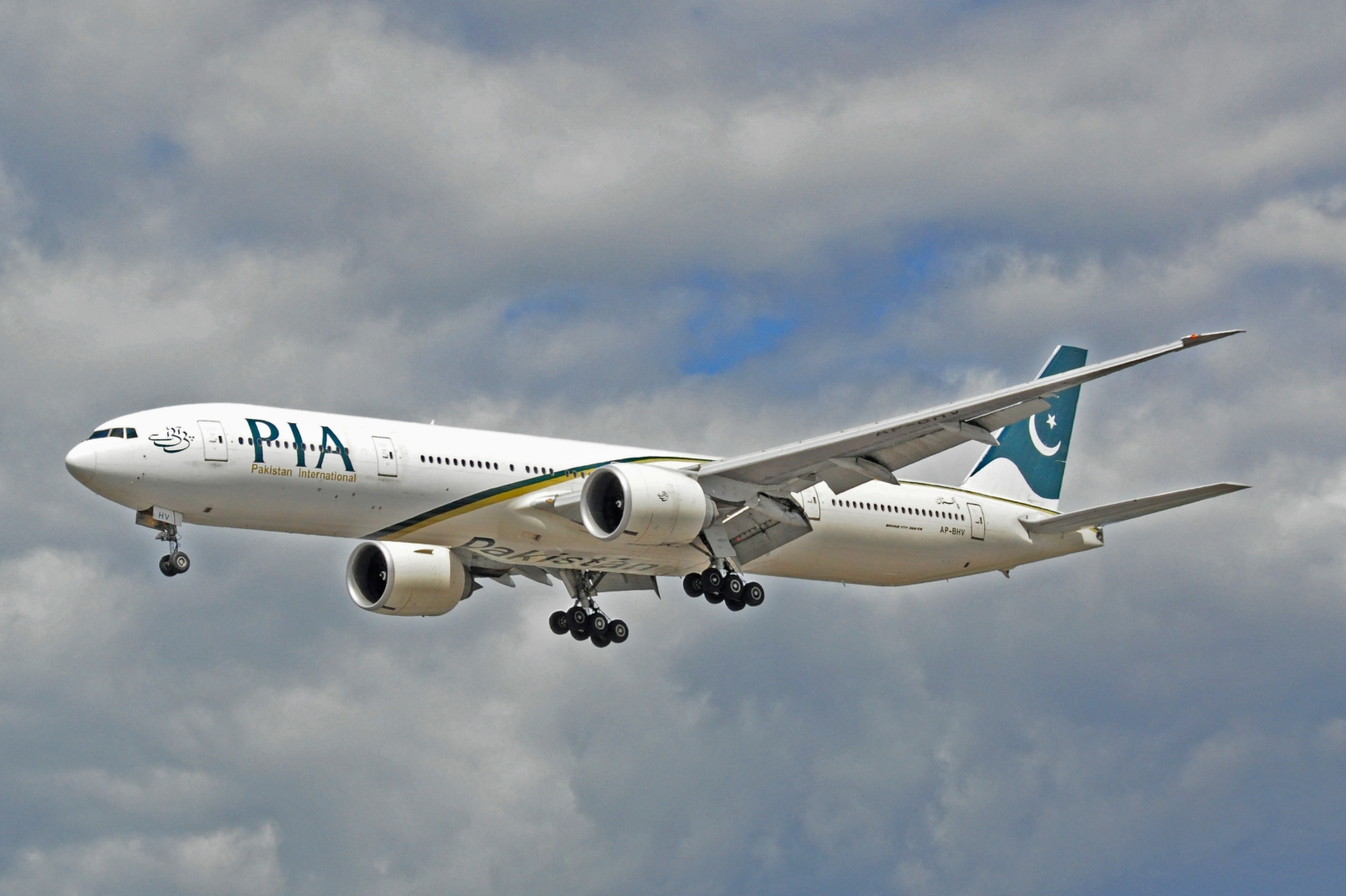
Boeing 777-340ER в аэропорту Хитроу

## Аварии и катастрофы
• 22 мая 2020 года около аэропорта Джинна (Карачи) на жилые районы упал Airbus A320 с регистрационным номером AP-BLD который выполнял внутренний рейс PK8303 из Лахора в Карачи. Погибли 97 из 99 человек в самолете, а также один человек на земле.
Авиакомпания имела запрет на полёты на территории Евросоюза вплоть до декабря 2024 года.